# L'amiga genial

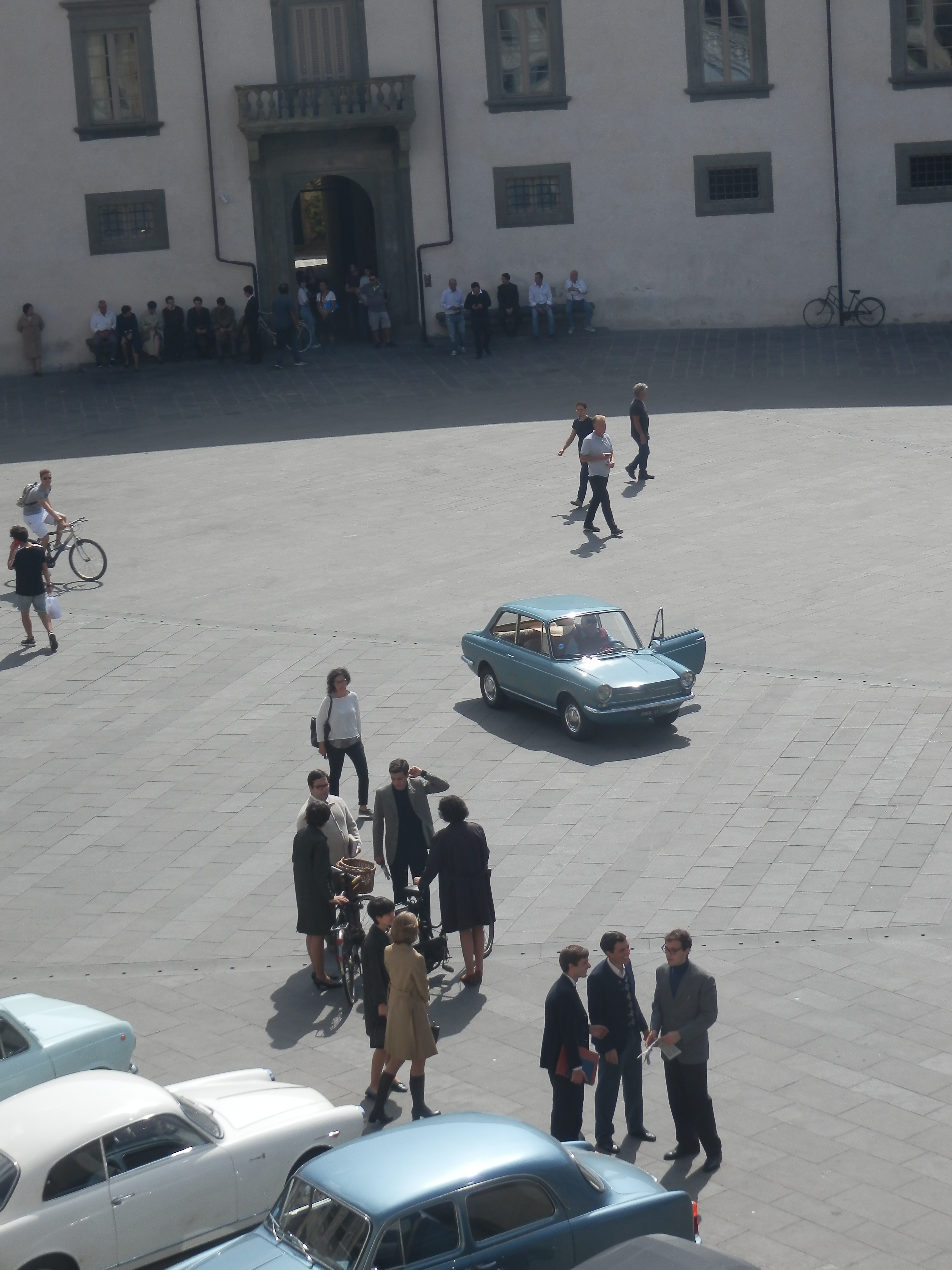
Gravació de la segona temporada a la Piazza dei Cavalieri de Pisa el 2019.

L'amiga genial (títol original en italià, L'amica geniale) és una sèrie de televisió italoestatunidenca creada per Saverio Costanzo. Produïda per Wildside, Fandango i The Apartment amb Umedia i Mowe per a Rai Fiction, HBO i TIMvision, és una adaptació de la sèrie de novel·les homònimes d'Elena Ferrante. S'ha doblat al català per TV3, que va estrenar-la el 16 d'abril de 2023.
La sèrie és distribuïda a l'estranger per Fremantle en versió subtitulada i sota el títol My Brilliant Friend als països de parla anglesa.
La segona temporada, basada en Història del nou cognom, la segona novel·la de la tetralogia, es va confirmar oficialment el 4 de desembre de 2018, el rodatge va començar el març de 2019 amb una durada de sis mesos i l'emissió a Itàlia va començar a Rai 1 el 10 de febrer de 2020.
La tercera temporada, basada en Una fuig, l'altra es queda, es va confirmar oficialment el 5 de desembre de 2020. L'emissió a Itàlia va començar el 6 de febrer de 2022 a Rai 1.
La quarta i última temporada, basada en l'últim llibre de la tetralogia, La nena perduda, està en preproducció.

## Sinopsi
La sèrie parla del vincle especial que uneix Elena "Lenù" Greco i Raffaella "Lila" Cerullo, dues noies de la dècada del 1950 que creixen en un barri de Nàpols.

## Repartiment

### Principals
- Elisa Del Genio / Margherita Mazzucco / Alba Rohrwacher com a Elena "Lenù" Greco.
- Ludovica Nasti / Gaia Girace / Irene Maiorino com a Raffaella "Lila" Cerullo.
- Anna Rita Vitolo com a Immacolata Greco, mare de l'Elena.
- Luca Gallone com a Vittorio Greco, pare de l'Elena.
- Imma Villa com a Manuela Solara, dona del Silvio Solara i mare del Michele i el Marcello.
- Antonio Milo com a Silvio Solara, marit de la Manuela i propietari del Bar Solara.
- Alessio Gallo com a Michele Solara, fill de la Manuela i el Silvio.
- Valentina Acca com a Nunzia Cerullo, mare de la Lila.
- Antonio Buonanno com a Fernando Cerullo, pare de la Lila.
- Gennaro De Stefano com a Rino Cerullo, germà gran de Lila i, més tard, marit de la Pinuccia.
- Dora Romano com a senyoreta Oliviero, mestra de primària.
- Nunzia Schiano com a Nella Incardo, cosina de la senyoreta Oliviero.
- Giovanni Amura com a Stefano Carracci, fill de Don Achille Carracci i, més tard, marit de Lila.
- Federica Sollazzo com a Pinuccia Carracci, filla de Don Achille i, més tard, dona del Rino.
- Francesco Serpico com a Nino Sarratore, fill del Donato i la Lidia.
- Clotilde Sabatino com la mestra Galiani, professora de secundària de l'Elena.
- Ulrike Migliaresi- com a Ada Cappuccio, filla de la Melina.
- Christian Giroso com a Antonio Cappuccio, fill de la Melina.
- Eduardo Scarpetta com a Pasquale Pelusot, fill de l'Alfredo i la Giuseppina.
- Giovanni Buselli com a Enzo Scanno, fill del Nicola i l'Assunta.
- Giovanni Cannata com a Armando Galiani, fill de la professora Galiani.
- Francesco Russo com a Bruno Soccavo, amic del Nino.
- Bruno Orlando com a Franco Mari, primer xicot de l'Elena a Pisa.
- Matteo Cecchi: Pietro Airota, segon xicot de l'Elena a Pisa.
- Daria Deflorian com a Adele Airota, mare del Pietro.
- Giulia Mazzarino com a Maria Rosa Airota, germana del Pietro.
- Gabriele Vacis com a Guido Airota, pare del Pietro.
- Maria Vittoria Dallasta com a Silvia, estudiant
- Riccardo Palmieri com a Gino, company de classe i primer xicor de l'Elena.
- Giorgia Gargano com a Nadia Galiani, filla de la professora Galiani.
- Fabrizio Cottone com a Alfonso Carracci, fill de Don Achille.
- Rosaria Langellotto com a Gigliola Spagnuolo
- Pina Di Gennaro com a Melina Cappuccio
- Francesca Pezzella com a Carmela Peluso, filla de l'Alfredo i la Giuseppina.
- Sofia Luchetti com a Adele Airota, filla de l'Elena i el Pietro.
- Salvatore Tortora com a Gennaro Carracci, fill de la Lila i l'Stefano.
- Elvis Esposito com a Marcello Solara, fill de la Manuela i el Silvio.
- Francesca Montuori com a Elisa Greco, germana petita de l'Elena.
- Chiara Celotto com a Eleonora Sarratore, muller del Nino.
- Sophia Protino com a Elsa Airota, filla de l'Elena i el Pietro.

## Episodis

### Temporada 1 (2018)
| Núm. total | Núm. de la temporada | Títol            | Direcció         | Guió                                                                 | Data d'emissió original                                     | Data d'emissió a Catalunya (TV3) | Espectadors (milions) |
| ---------- | -------------------- | ---------------- | ---------------- | -------------------------------------------------------------------- | ----------------------------------------------------------- | -------------------------------- | --------------------- |
| 1          | 1                    | «Les nines»      | Saverio Costanzo | Elena Ferrante, Francesco Piccolo, Laura Paolucci i Saverio Costanzo | 18 de novembre de 2018 (HBO) 27 de novembre de 2018 (Rai 1) | 16 d'abril de 2023               | 206.000 (10,8%)       |
| 2          | 2                    | «Els diners»     | Saverio Costanzo | Elena Ferrante, Francesco Piccolo, Laura Paolucci i Saverio Costanzo | 19 de novembre de 2018 (HBO) 27 de novembre de 2018 (Rai 1) | 16 d'abril de 2023               | Sense determinar      |
| 3          | 3                    | «La metamorfosi» | Saverio Costanzo | Elena Ferrante, Francesco Piccolo, Laura Paolucci i Saverio Costanzo | 25 de novembre de 2018 (HBO) 4 de desembre de 2018 (Rai 1)  | 23 d'abril de 2023               | 262.000 (12,5%)       |
| 4          | 4                    | «Difuminació»    | Saverio Costanzo | Elena Ferrante, Francesco Piccolo, Laura Paolucci i Saverio Costanzo | 26 de novembre de 2018 (HBO) 4 de desembre de 2018 (Rai 1)  | 23 d'abril de 2023               | 187.000 (12,0%)       |
| 5          | 5                    | «Les sabates»    | Saverio Costanzo | Elena Ferrante, Francesco Piccolo, Laura Paolucci i Saverio Costanzo | 2 de desembre de 2018 (HBO) 11 de desembre de 2018 (Rai 1)  | 30 d'abril de 2023               | 97.000 (6,0%)         |
| 6          | 6                    | «L'illa»         | Saverio Costanzo | Elena Ferrante, Francesco Piccolo, Laura Paolucci i Saverio Costanzo | 3 de desembre de 2018 (HBO) 11 de desembre de 2018 (Rai 1)  | 30 d'abril de 2023               | 62.000 (5,7%)         |
| 7          | 7                    | «Els promesos»   | Saverio Costanzo | Elena Ferrante, Francesco Piccolo, Laura Paolucci i Saverio Costanzo | 9 de desembre de 2018 (HBO) 18 de desembre de 2018 (Rai 1)  | 7 de maig de 2023                | 133.000 (8,3%)        |
| 8          | 8                    | «La promesa»     | Saverio Costanzo | Elena Ferrante, Francesco Piccolo, Laura Paolucci i Saverio Costanzo | 10 de desembre de 2018 (HBO) 18 de desembre de 2018 (Rai 1) | 7 de maig de 2023                | 88.000 (9,3%)         |

### Temporada 2 (2020)
| Núm. total | Núm. de la temporada | Títol           | Direcció         | Guió                                                                 | Data d'emissió original                               | Data d'emissió a Catalunya (TV3) | Espectadors (milions) |
| ---------- | -------------------- | --------------- | ---------------- | -------------------------------------------------------------------- | ----------------------------------------------------- | -------------------------------- | --------------------- |
| 9          | 1                    | «El nou cognom» | Saverio Costanzo | Elena Ferrante, Francesco Piccolo, Laura Paolucci i Saverio Costanzo | 10 de febrer de 2020 (Rai 1) 16 de març de 2020 (HBO) | 21 de maig de 2023               | 119.000 (7,4%)        |
| 10         | 2                    | «El cos»        | Saverio Costanzo | Elena Ferrante, Francesco Piccolo, Laura Paolucci i Saverio Costanzo | 10 de febrer de 2020 (Rai 1) 23 de març de 2020 (HBO) | 21 de maig de 2023               | 88.000 (8,0%)         |
| 11         | 3                    | «Esborrar»      | Saverio Costanzo | Elena Ferrante, Francesco Piccolo, Laura Paolucci i Saverio Costanzo | 17 de febrer de 2020 (Rai 1) 30 de març de 2020 (HBO) | 4 de juny de 2023                | 94.000 (6,8%)         |
| 12         | 4                    | «El petó»       | Alice Rohrwacher | Elena Ferrante, Francesco Piccolo, Laura Paolucci i Saverio Costanzo | 17 de febrer de 2020 (Rai 1) 6 d'abril de 2020 (HBO)  | 4 de juny de 2023                | 74.000 (8,6%)         |
| 13         | 5                    | «La traïció»    | Alice Rohrwacher | Elena Ferrante, Francesco Piccolo, Laura Paolucci i Saverio Costanzo | 24 de febrer de 2020 (Rai 1) 13 d'abril de 2020 (HBO) | 11 de juny de 2023               | 146.000 (9,4%)        |
| 14         | 6                    | «La ràbia»      | Saverio Costanzo | Elena Ferrante, Francesco Piccolo, Laura Paolucci i Saverio Costanzo | 24 de febrer de 2020 (Rai 1) 20 d'abril de 2020 (HBO) | 11 de juny de 2023               | 112.000 (13,8%)       |
| 15         | 7                    | «Els fantasmes» | Saverio Costanzo | Elena Ferrante, Francesco Piccolo, Laura Paolucci i Saverio Costanzo | 2 de març de 2020 (Rai 1) 27 d'abril de 2020 (HBO)    | 18 de juny de 2023               | 117.000 (6,0%)        |
| 16         | 8                    | «La fada blava» | Saverio Costanzo | Elena Ferrante, Francesco Piccolo, Laura Paolucci i Saverio Costanzo | 2 de març de 2020 (Rai 1) 4 de maig de 2020 (HBO)     | 18 de juny de 2023               | 84.000 (8,0%)         |

### Temporada 3 (2022)
| Núm. total | Núm. de la temporada | Títol                    | Direcció         | Guió                                                                   | Data d'emissió original                                | Data d'emissió a Catalunya (TV3) | Espectadors (milions) |
| ---------- | -------------------- | ------------------------ | ---------------- | ---------------------------------------------------------------------- | ------------------------------------------------------ | -------------------------------- | --------------------- |
| 17         | 1                    | «Incidències»            | Daniele Luchetti | Elena Ferrante, Francesco Piccolo, Laura Paolucci i Saverio Costanzo   | 6 de febrer de 2022 (Rai 1) 28 de febrer de 2022 (HBO) | 25 de juny de 2023               | 119.000 (7,4%)        |
| 18         | 2                    | «La febre»               | Daniele Luchetti | Elena Ferrante, Francesco Piccolo, Laura Paolucci i Saverio Costanzo   | 6 de febrer de 2022 (Rai 1) 7 de març de 2022 (HBO)    | 25 de juny de 2023               | 72.000 (6,7%)         |
| 19         | 3                    | «La cura»                | Daniele Luchetti | Elena Ferrante, Francesco Piccolo, Laura Paolucci and Saverio Costanzo | 13 de febrer de 2022 (Rai 1) 14 de març de 2022 (HBO)  | 2 de juliol de 2023              | 169.000 (12,5%)       |
| 20         | 4                    | «Guerra freda»           | Daniele Luchetti | Elena Ferrante, Francesco Piccolo, Laura Paolucci i Saverio Costanzo   | 13 de febrer de 2022 (Rai 1) 21 de març de 2022 (HBO)  | 2 de juliol de 2023              | 88.000 (11,6%)        |
| 21         | 5                    | «Terror»                 | Daniele Luchetti | Elena Ferrante, Francesco Piccolo, Laura Paolucci i Saverio Costanzo   | 20 de febrer de 2022 (Rai 1) 28 de març de 2022 (HBO)  | 9 de juliol de 2023              | 124.000 (9,0%)        |
| 22         | 6                    | «Arribar a ser»          | Daniele Luchetti | Elena Ferrante, Francesco Piccolo, Laura Paolucci i Saverio Costanzo   | 20 de febrer de 2022 (Rai 1) 4 d'abril de 2022 (HBO)   | 9 de juliol de 2023              | 77.000 (9,8%)         |
| 23         | 7                    | «Una altra vegada tu»    | Daniele Luchetti | Elena Ferrante, Francesco Piccolo, Laura Paolucci i Saverio Costanzo   | 27 de febrer de 2022 (Rai 1) 11 d'abril de 2022 (HBO)  | 16 de juliol de 2023             | 128.000 (9,7%)        |
| 24         | 8                    | «Qui fuig, qui es queda» | Daniele Luchetti | Elena Ferrante, Francesco Piccolo, Laura Paolucci i Saverio Costanzo   | 27 de febrer de 2022 (Rai 1) 18 d'abril de 2022 (HBO)  | 16 de juliol de 2023             | 75.000 (9,4%)         |